# Androsace stenophylla
Androsace stenophylla är en viveväxtart som först beskrevs av Marcel Georges Charles Petitmengin, och fick sitt nu gällande namn av Hand.-mazz. Androsace stenophylla ingår i släktet grusvivor, och familjen viveväxter. Inga underarter finns listade i Catalogue of Life.